# Fuerte de Santo António da Piedade
El fuerte de Santo António da Piedade está ubicado en la parroquia de Bacelo, en la ciudad y municipio de Évora, distrito del mismo nombre, en Portugal.

## Historia
En el contexto de la  Guerra de Restauración, en la década de 1650,  Juan IV decidió erigir este fuerte en el antiguo Convento de Santo António da Piedade para complementar la defensa de la ciudad. Su proyecto fue posiblemente diseñado por el ingeniero militar francés Nicolau de Langres.
En mayo de 1643 su construcción se encontraba muy atrasada y todavía no tenía una guarnición regular, por lo que fue ocupada, sin mayor resistencia, por las fuerzas españolas. Al mes siguiente, una fuerza combinada luso-británica lo acosó y asaltó, logrando recuperarlo.
Su trabajo fue completado sólo alrededor de 1680.
Tras la extinción de las órdenes religiosas (1834), el convento, la muralla y el fuerte sirvieron durante algunos años como cementerio municipal público, hasta que fueron vendidos por el Estado a particulares. Este último desfiguró las instalaciones del antiguo convento franciscano, adaptándolo a residencia.
Ya en el siglo XX, el conjunto fue adquirido por el Seminario Mayor de Évora. Durante décadas el Externato de Santo António fue utilizado como la Casa Sacerdotal de la Arquidiócesis de Évora. Actualmente es el Seminario Misionero Arquidiocesano Redemptoris Mater de Évora.
Está clasificado como Bien de Interés Público por el Decreto n.º 41.191, de 18 de julio de 1957.
Los muros del fuerte han sido objeto de obras de conservación durante algún tiempo, por iniciativa de la Dirección General de Edificios y Monumentos del Sur.

## Características
De tipo Vauban, presenta una planta cuadrada con baluartes en los vértices con garitas, a la altura de 290 m s. n. m. y a unos 250 metros al norte-noroeste de la ciudad intramuros. Está dotado con una puerta de campaña y estaba rodeado por un foso.